# Кирюхи
Кирю́хи (укр. Кирюхи) — село,
Борковский сельский совет,
Змиёвский район,
Харьковская область, Украина.
Код КОАТУУ — 6321780505. Население по переписи 2001 года составляет 14 (8/6 м/ж) человек.

## Географическое положение
Село Кирюхи находится между реками Джгун (4,5 км, правый берег) и Мжа (4 км, правый берег), примыкает к сёлам Федоровка и Гужвинское.

## История
- 1659 — дата основания Борок.
- В 1940 году хутор назывался Кирюшино; в нём было 6 дворов.[1]